# Nasendasseln
Die Nasendasseln (Oestrinae) stellen eine Unterfamilie der Dasselfliegen (Oestridae) innerhalb der Zweiflügler (Diptera) dar. Wie die anderen Vertreter der Dasselfliegen leben die Larven der Tiere parasitisch und befallen vor allem Huftiere. In Mitteleuropa leben zwei Arten dieser Tiere, die Schafbremse (Oestrus ovis) und die Pferdebiesfliege Rhinoestrus purpureus.

## Merkmale
Die ausgewachsenen Fliegen sind mittelgroß und meist pelzig behaart. Die Flügel sind sehr gut ausgebildet und die Tiere sind gute Flieger.

## Entwicklungszyklus

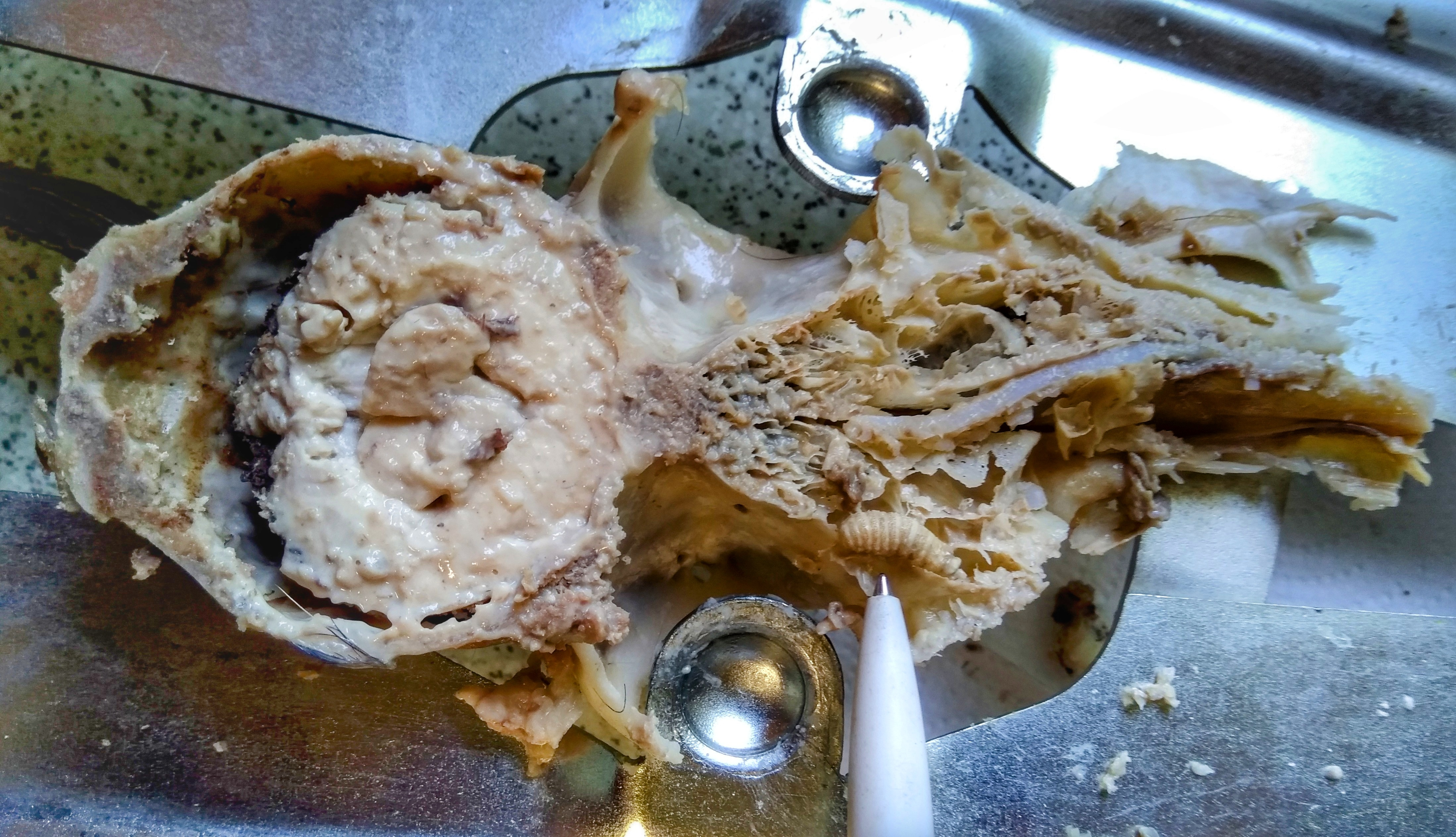
Nasendassellarve in den Nebenhöhlen eines Rehbocks

Nach der Begattung bewegen sich die Weibchen der Nasendasseln für etwa 20 Tage gar nicht, während in ihrem Ovar aus den Eiern etwa 500 Larven heranreifen. Anschließend fliegt das Weibchen vor die Nüstern eines Wirtstieres und folgt im Flug jeder Bewegung des Kopfes. Dabei schießt es ihm die Larven einzeln in die Nasenlöcher und teilweise auch in die Augen. Der Larveneinschuss erfolgt innerhalb sehr kurzer Zeit, da die verbliebenen Larven nach dem ersten Abschuss beginnen, die Mutterfliege zu fressen. Obwohl der getroffene Wirt als Abwehrreaktion mehrfach niest, gelingt es in der Regel zwischen 10 % und 50 % der Larven, sich in der Nasenschleimhaut festzuhaken und damit im Wirtstier zu verbleiben.
Die Nasendasselmaden wachsen nun in den Schleimhäuten der Nase und im Bereich des Siebbeins des Wirtstieres heran und ernähren sich dabei von Gewebe und Gewebsflüssigkeit. Dies führt erst zu Juckreiz und schließlich zu einer schmerzhaften Entzündung, weshalb der Wirt zusehends unruhig wird und ein Verhalten zeigt, das als „falsche Drehkrankheit“ bezeichnet wird. Ein hochgradiger Befall kann auch zum Tod des Wirtes führen. Kurz vor der Verpuppung wandern die Maden aus den Nüstern und lassen sich zu Boden fallen. Nach zwei bis sechs Wochen schlüpft aus der Puppe die adulte Fliege.
Die Schafbremse befällt Schafe und Ziegen, die Pferdebiesfliege Pferde und Esel. Beide Parasiten sind, ebenso wie ihre Wirtstiere, weltweit verbreitet. Während allerdings in den kühleren Regionen nur eine Fliegengeneration pro Jahr heranwächst, sind es in tropischen Regionen zwei.

## Schadwirkung beim Menschen
Gelegentlich schießen die Fliegen ihre Larven auch Menschen in die Augen. Eine Entwicklung der Maden findet hier jedoch nicht statt, aber es kommt zu starken Entzündungen.

## Systematik
In der Unterfamilie der Nasendasseln sind 34 Arten in 9 Gattungen beschrieben:
- Cephenemyia – 8 Arten
- Cephalopina titillator
- Gedoelstia – 2 Arten
- Kirkioestrus – 2 Arten
- Oestrus – 6 Arten
- Pharyngobolus africanus
- Pharyngomyia – 2 Arten
- Rhinoestrus – 11 Arten
- Tracheomyia macropi